# Legekæden
Legekæden er en dansk detailkæde bestående af over 40 butikker i Danmark. Legekæden sælger legetøj til børn.

## Butikker
Pr. 22. marts 2010:
| Region             | Antal | By |
| ------------------ | ----- | --- |
| Region Hovedstaden | 9     | Frederikssund, Frederiksværk, Helsingør, Hillerød, Hvidovre, København, Nexø, Rønne, Stenløse                                                                                  |
| Region Sjælland    | 9     | Haslev, Høng, Køge, Maribo, Nykøbing Falster, Roskilde, Slagelse, Sorø, Vordingborg                                                                                            |
| Region Syddanmark  | 17    | Assens, Billund, Bogense, Brørup, Faaborg, Give, Grindsted, Haderslev, Nyborg, Odense, Ribe, Rudkøbing, Rødding, Svendborg, Sønderborg, Varde, Aabenraa                        |
| Region Midtjylland | 19    | Bjerringbro, Brande, Ebeltoft, Grenaa, Holstebro, Horsens, Hvide Sande, Kjellerup, Lemvig, Odder, Ringkøbing, Samsø, Silkeborg, Skive, Skjern, Struer, Viborg, Vinderup, Århus |
| Region Nordjylland | 8     | Farsø, Fjerritslev, Frederikshavn, Hadsund, Aalborg, Nykøbing M, Skagen, Aabybro                                                                                               |